# 난징둥루 (상하이시)
난징둥루(중국어 간체자: 南京东路, 정체자: 南京東路, 병음: Nánjīngdōnglù)는 중화인민공화국 상하이시에 위치한 상하이에서 가장 유명한 쇼핑 거리 중 하나이다. 상하이의 중심지에 위치해 있으며, 황푸강과 가까운 와이탄(外滩, The Bund)에서 시작하여 서쪽으로 난징서루(南京西路)로 이어지는 구간이다. 난징둥루는 상하이의 번화함과 전통을 동시에 느낄 수 있는 상업과 관광의 중심지이다.
난징둥루는 상하이의 과거와 현재를 동시에 느낄 수 있는 거리로, 전통적인 상점과 현대적인 백화점, 그리고 국제 브랜드들이 공존하는 상하이의 상업 중심지이다. 쇼핑, 관광, 야경 모두를 즐길 수 있는 이곳은 상하이를 방문하는 사람들에게 필수적인 방문지로 꼽힌다.

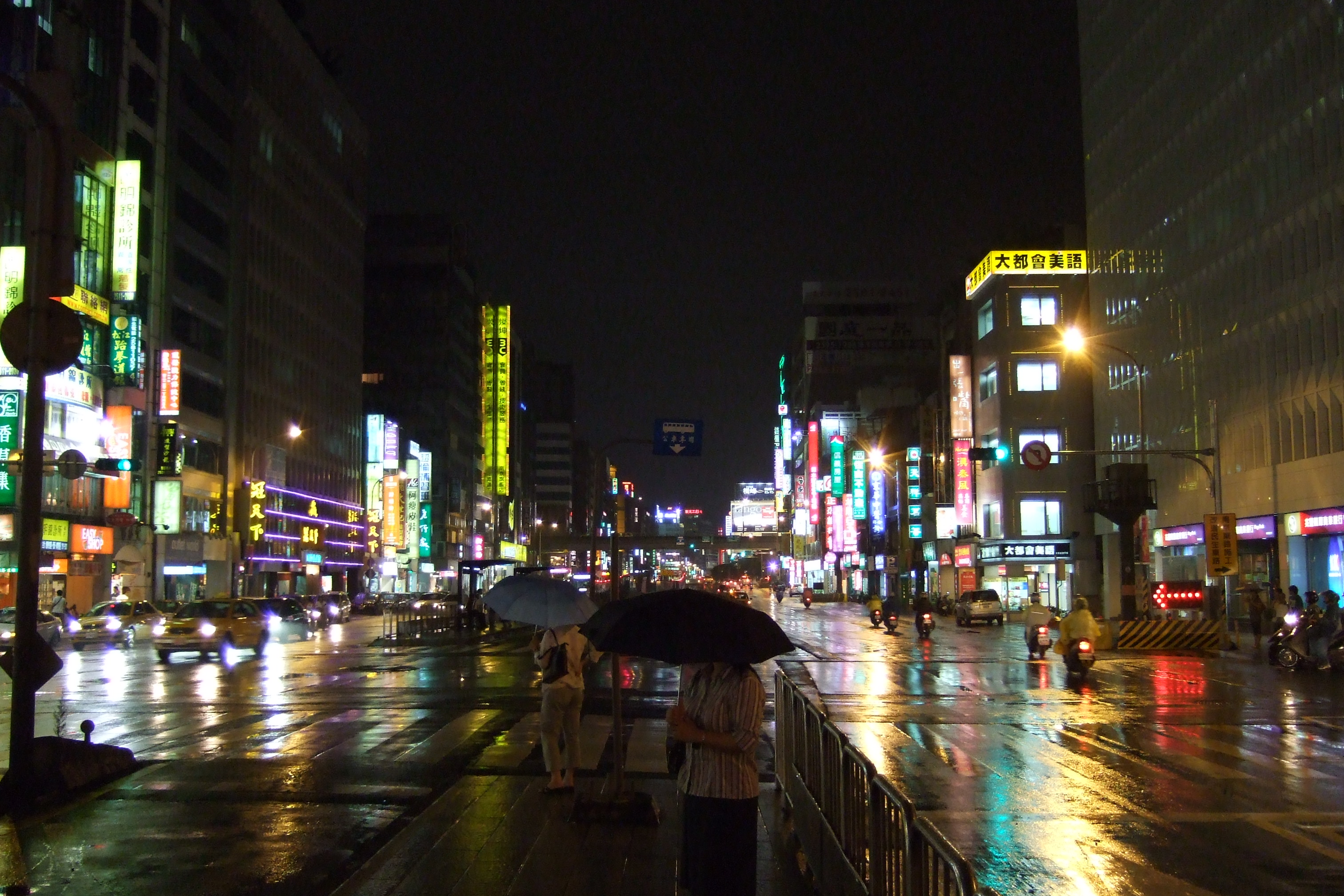
난징둥루

## 난징둥루의 주요 특징
- 역사적 배경

난징둥루는 19세기 후반 상하이가 개항하면서 형성된 상업 중심지로, 중국 내에서 서양식 상업이 발달한 초기 지역 중 하나이다. 개항 이후 외국인 거주지와 가까워 서양 문물과 상업이 빠르게 유입되었고, 이로 인해 상하이의 번영을 이끄는 주요 거리로 성장했다.
- 쇼핑명소

난징둥루는 상하이의 대표적인 쇼핑 거리로, 다양한 상점들이 밀집해 있다. 대형 백화점, 전통 중국 상점, 국제적인 브랜드 매장, 그리고 기념품 가게와 레스토랑 들이 즐비하다. 특히 저렴한 가격대의 상품들이 많아 현지인과 관광객 모두에게 인기가 있다.
주요 백화점으로는 상하이 최초의 백화점 중 하나인 상하이 제일백화점(Shanghai No. 1 Department Store)이 있으며, 그 외에도 난징둥루 보행자 거리는 다양한 상점과 카페가 있어 쇼핑과 휴식을 동시에 즐길 수 있다.
- 보행자 전용 거리

난징둥루의 일부는 보행자 전용 구역으로 지정되어 있어, 자동차 없이도 자유롭게 거리를 걸으며 구경할 수 있다. 이로 인해 쇼핑객이나 관광객들이 편리하게 상점을 둘러보고 다양한 길거리 음식을 즐길 수 있는 환경이 조성되었다.
- 야경과 관광 요소

난징 둥루는 특히 야경으로 유명하다. 화려한 네온사인과 상점들의 불빛으로 가득한 거리는 밤에도 활기차고, 많은 사람들이 저녁 시간에 쇼핑과 산책을 즐기러 이곳을 찾는다. 와이탄과 가까운 위치에 있어 황푸강을 따라 걸으며 상하이의 스카이라인을 감상하는 것도 큰 매력 중 하나이다.
- 교통

난징둥루는 상하이의 교통 중심지이기도 하다. 상하이 지하철 2호선과 10호선의 난징둥루역을 통해 쉽게 접근할 수 있으며, 상하이 시내 주요 관광지와도 가깝다.
1. ↑  “[정승열의 힐링여행 2] 11. 상하이④ 난징루 보행자거리 : 상하의 명동, 도시 속 걷기 좋은 거리”. 2020년 3월 17일.